# Vorhersagbarer Prozess
|  | Dieser Artikel wurde auf der Qualitätssicherungsseite des Portals Mathematik eingetragen. Dies geschieht, um die Qualität der Artikel aus dem Themengebiet Mathematik auf ein akzeptables Niveau zu bringen. Bitte hilf mit, die Mängel dieses Artikels zu beseitigen, und beteilige dich bitte an der Diskussion! (Artikel eintragen) |

Ein vorhersagbarer Prozess, auch vorhersehbarer Prozess, previsibler Prozess oder prognostizierbarer Prozess genannt, ist ein spezieller stochastischer Prozess, bei dem es möglich ist, einen kurzen Zeitschritt in die Zukunft zu schauen. Dies bedeutet nicht, dass Ausgänge schon bekannt sind, sondern lediglich, dass Informationen über die Verteilung gewonnen werden können. Vorhersagbare Prozesse spielen beispielsweise eine Rolle bei der Doob-Zerlegung, die einen beliebigen integrierbaren stochastischen Prozess in diskreter Zeit in zwei Teilprozesse zerlegt: ein Martingal und einen vorhersagbaren Prozess. Außerdem finden sie Anwendung bei der Definition des diskreten stochastischen Integrals und des stochastischen Integrals. Ein vorhersagbarer Prozess heißt auch voraussagbarer Prozess.

## Definition

### Diskreter Fall
Gegeben sei eine Filtrierung {\displaystyle ({\mathcal {F}}_{n})_{n\in \mathbb {N} }} und ein stochastischer Prozess {\displaystyle X=(X_{n})_{n\in \mathbb {N} }}. Falls {\displaystyle X_{0}} konstant ist und 
{\displaystyle X_{n}{\text{ ist }}{\mathcal {F}}_{n-1}{\text{-messbar }}}
für alle {\displaystyle n\in \mathbb {N} \setminus 0} gilt, so heißt der Prozess vorhersagbar, previsibel oder prognostizierbar.

### Stetiger Fall
Im zeitstetigen Fall definiert man die vorhersagbare σ-Algebra auf {\displaystyle \Omega \times [0,\infty )} als
{\displaystyle {\mathcal {P}}:=\sigma (X\,|\,X{\text{ ist adaptierter linksstetiger Prozess }})}
(siehe adaptierter stochastischer Prozess, Linksstetiger Prozess). Ein Prozess heißt dann vorhersagbar, wenn {\displaystyle (\omega ,t)\mapsto X_{t}(\omega )} eine {\displaystyle {\mathcal {P}}}-messbare Abbildung ist.

## Interpretation des diskreten Falls
Die σ-Algebra {\displaystyle {\mathcal {F}}_{n-1}} modelliert die Informationen, die zum Zeitpunkt n-1 zur Verfügung stehen. Betrachtet man nun die bedingte Erwartung der Zufallsvariable {\displaystyle X_{n}} unter Berücksichtigung der Tatsache, dass die Informationen aus {\displaystyle {\mathcal {F}}_{n-1}} bereits zur Verfügung stehen, so ist
{\displaystyle \operatorname {E} (X_{n}|{\mathcal {F}}_{n-1})=X_{n}}.
Dies folgt daraus, dass {\displaystyle X_{n}} {\displaystyle {\mathcal {F}}_{n-1}}-messbar ist und demnach {\displaystyle \sigma (X_{n})\subset {\mathcal {F}}_{n-1}}. Hat man demnach die Informationen aus dem (n-1)-ten Schritt zur Verfügung, lässt sich schon alles über die Ausgänge im n-ten Schritt sagen.

## Wichtige Sätze
Die folgenden Sätze heißen Sektionssatz (englisch section theorem) und Projektionssatz (englisch projection theorem). Von beiden gibt es eine optionale Variante und eine vorhersagbare Variante.
Für beide Sätze setzen wir einen filtrierten Wahrscheinlichkeitsraum {\displaystyle (\Omega ,{\mathcal {A}},\{{\mathcal {F}}_{t}\},P)} voraus, der die üblichen Bedingungen erfüllt. Es gilt per Konvention {\displaystyle {\mathcal {F}}_{0-}\equiv {\mathcal {F}}_{0}}.

### Vorhersagbarer Sektionssatz
Für eine Stoppzeit {\displaystyle S} definieren wir ihren Graphen {\displaystyle [S]:=\{(\omega ,t)\in \Omega \times \mathbb {R} _{+}:S(\omega )=t\}}, weiter definieren wir die kanonische Projektion {\displaystyle \pi :\Omega \times \mathbb {R} _{+}\to \Omega }.
Sei {\displaystyle A} eine vorhersagbare Menge. Für jedes {\displaystyle \varepsilon >0} existiert eine vorhersagbare Stoppzeit {\displaystyle T}, so dass
1. für den Graphen {\displaystyle [T]\subset A} gilt.
2. {\displaystyle P[T<\infty ]\geq P(\pi (A))-\varepsilon .}[2]

### Vorhersagbarer Projektionssatz
Sei {\displaystyle X} ein messbarer Prozess, der positiv oder beschränkt ist. Dann existiert ein eindeutiger (bis auf Ununterscheidbarkeit) vorhersagbarer Prozess {\displaystyle Y}, so dass
{\displaystyle \mathbb {E} [X_{T}1_{\{T<\infty \}}|{\mathcal {F}}_{T-}]=Y_{T}1_{\{T<\infty \}}} fast sicher für jede vorhersagbare Stoppzeit {\displaystyle T}.
Der Prozess {\displaystyle Y} heißt vorhersagbare Projektion und wird auch mit {\displaystyle ^{p}X} notiert.

## Beispiel
- Jeder Prozess versehen mit der Filtrierung der vollständigen Information ist vorhersagbar.
- Einfache Beispiele von zeitstetigen vorhersagbaren Prozessen sind die elementaren vorhersagbaren stochastischen Prozesse.

## Belege
1. ↑  P. H. Müller (Hrsg.): Lexikon der Stochastik – Wahrscheinlichkeitsrechnung und mathematische Statistik. 5. Auflage. Akademie-Verlag, Berlin 1991, ISBN 978-3-05-500608-1, S. 246.
2. ↑  Daniel Revuz und Marc Yor: Continuous Martingales and Brownian Motion. In: Springer (Hrsg.): Grundlehren der mathematischen Wissenschaften. Band 293, 1999, S. 172 (englisch).
3. ↑  Daniel Revuz und Marc Yor: Continuous Martingales and Brownian Motion. In: Springer (Hrsg.): Grundlehren der mathematischen Wissenschaften. Band 293, 1999, S. 173 (englisch).